# Rafael Moreira (músico)
Rafael Moreira (Cambará-PR, 3 de Agosto de 1974) é um guitarrista paranaense radicado nos Estados Unidos. 
Vencedor do "Masters Guitar Competition" do GIT (Guitar Institute of Technology), ele ficou conhecido por ser o guitarrista de bandas de apoio de programas famosos, tais como Saturday Night Live, The Late Show with David Letterman, The Tonight Show with Jay Leno, Late Night with Conan O’Brien, Jimmy Kimmel Live!, the MTV Music Awards, Good Morning America, e também de bandas montadas para acompanhar concorrentes de reality shows musicais, como American Idol, The Voice, "Rock Star: INXS" e "Rock Star: Supernova". Por conta de suas participações nestes programas, Rafael foi convidado para participar de turnês de grandes expoentes da música, tais como P!nk, Paul Stanley, Christina Aguilera, Steven Tyler, Stevie Wonder, Sheryl Crow, e outros, chegando a gravar discos com alguns.
Em novembro de 2009, ele foi capa da revista Guitar Player Americana.
Atualmente está se dedicando a seus projetos-solo. Em 2005 lançou o álbum instrumental Acid Guitar. Possui uma banda de rock chamada Magnético, que já lançou 2 álbuns. 

## Discografia

### Solo
- Rafael Moreira - Acid Guitar (2005)
- Magnético - Songs About the World (2009)
- Magnético - Death Race (2016)

### Participação em Outros Projetos
| Ano  | Artista/Banda       | Álbum                         | Ref.         |
| ---- | ------------------- | ----------------------------- | ------------ |
| 2004 | Harald Weinkum      | Bass-Talk 8 - A Bass Bolero   | [ 9 ]        |
| 2006 | P!nk                | I'm Not Dead                  | [ 10 ]       |
| 2006 | P!nk                | Pink: Live in Europe          |              |
| 2006 | Rock Star Supernova | Rock Star Supernova           |              |
| 2008 | Paul Stanley        | One Live Kiss (DVD)           | [ 11 ] [ 5 ] |
| 2008 | Vasco Rossi         | Il Mondo Che Vorrei           | [ 12 ]       |
| 2010 | Koshi Inaba         | Hadou                         |              |
| 2010 | Marco Mendoza       | Casa Mendoza                  |              |
| 2018 | Jay Vaquer          | Ecos do Acaso e Casos de Caos | [ 13 ]       |